# Marcus Anthony
Marcus Anthony (Cincinnati, 28 giugno 1984) è un wrestler statunitense.
Lotta in Ohio Valley Wrestling come Marcus Anthony. È stato sotto contratto con la World Wrestling Entertainment (WWE) e lottava nel settore di sviluppo NXT Wrestling con il ring name di Lincoln Broderick.

## Carriera

### Ohio Valley Wrestling (2010-Presente)
Dopo aver lottato qualche match nella Heartland Wrestling Association, Anthony debutta nella Ohio Valley Wrestling in un 6-man tag team match, rivelandosi il partner di Adam Revolver e Ted McNaler ma i tre perdono contro Benjamin Bray, Jason Wayne e Paredyse il 25 giugno 2011. Nel suo primo match singolo, il 28 settembre, perde contro Nick Dinsmore. Al Saturday Night Special di ottobre, Anthony perde un 10-man tag team match insieme a Dre Blitz, Lennox Norris, Nick Dumeyer e Raphael Costantine contro Benjamin Bray, Dylan Bostic, Elvis Pridemoore, Joe Coleman e The American Assassin. Al Clarksville Show, però, Anthony è vittorioso in un Gauntlet match contro Blitz, American Assassin e Wolfgang. Al New Albany Show del 6 dicembre, Anthony fa coppia con Rudy Switchblade, perdendo contro Boss Brackens e Rob Conway. Il 14 dicembre, sempre in coppia con Switchblade, perde contro Jason Wayne e Mike Mondo. Nei tapings del 21 dicembre, Anthony inizia a far coppia con Jessie Godderz, battendo Jamin Olivencia e Jason Wayne. Al Saturday Night Special di gennaio, Godderz, Anthony e Switchblade, perdono uno Steel Cage Apocalypse contro Jason Wayne, Johnny Spade e Shiloh Jonze. L'11 gennaio, però, Godderz e Anthony sconfiggono Spade e Jonze conquistando gli OVW Southern Tag Team Championship. Il 14 gennaio, perdono per squalifica contro Dylan Bostic e Paredyse. Il 18 gennaio, dopo appena una settimana di regno, perdono le cinture in favore degli ex campioni Spade e Jonze. Il 1º febbraio, Anthony lascia la OVW dopo aver perso un Loser Leaves OVW Match contro Johnny Spade.
Firma poi un contratto di sviluppo con la WWE e lavora ad NXT Wrestling con il ring name di Lincoln Broderick per circa quattro mesi, poi viene licenziato e torna in OVW nel maggio 2013. Vince il Nightmare Cup Tag Team Tournament insieme a Rob Terry conquistando una title shot ai titoli di coppia OVW. Il 25 dicembre 2013, sconfigge Jamin Olivencia per l'OVW Heavyweight Championship ma l'arbitro non convalida la vittoria per comportamento antisportivo di Anthony, che riesce comunque a battere nuovamente l'avversario la settimana seguente. Perde la cintura il 10 maggio 2014 contro Olivencia, ma la riconquista in un Last Man Standing Match il 4 luglio.

### WWE

#### Florida Championship Wrestling ed NXT (2012)
Nell'aprile 2012, Anthony firma un contratto di sviluppo con la WWE e viene spedito in FCW per allenarsi. Fa il suo debutto il 28 giugno come Lincoln Broderick, facendo coppia con Big E. Langston e sconfiggendo Joel Redman e CJ Parker. Il giorno dopo, Broderick e Langston sconfiggono anche Erick Rowan e Luke Harper. Dall'agosto 2012, la FCW chiude i battenti e tutti i talenti vengono spostati ad NXT Wrestling. Fa il suo debutto nello show giallo il 24 ottobre, perdendo velocemente contro J Bronson. Il 18 novembre, viene svincolato dalla federazione.

## Nel wrestling

### Mosse
- Gamma Punch (Rolling release suplex fist drop)
- Swinging full nelson
- Military press slam
- Overhead belly to belly suplex

### Soprannomi
- "Real Deal"
- "Strongest Gamer Alive"

## Titoli e riconoscimenti
Ohio Valley Wrestling
- OVW Heavyweight Championship (2) attuale
- OVW Southern Tag Team Championship (1 - con Jessie Godderz)
- Nightmare Cup Tag Team Tournament (2013)